# Poets and Madmen
| Recensione  | Giudizio |
| ----------- | -------- |
| AllMusic    | [ 1 ]    |
| Metal Rules | 4.5/5    |
| Rock Hard   | 6.5/10   |

Poets and Madmen è l'undicesimo e ultimo album in studio del gruppo musicale heavy metal statunitense Savatage, pubblicato nel 2001 dalla Nuclear Blast Records negli Stati Uniti d'America e dalla SPV GmbH in Europa.

## Il disco
È un concept album ispirato alla figura realmente esistita del giornalista suicida Kevin Carter.

## Tracce
1. Stay With Me A While – 5:06
2. There In The Silence – 4:57
3. Commissar – 5:36
4. I Seek Power – 6:03
5. Drive – 3:16
6. Morphine Child – 10:12
7. The Rumor – 5:16
8. Man In The Mirror – 5:55
9. Surrender – 6:40
10. Awaken – 3:23
11. Back To A Reason – 6:10

## Formazione
- Jon Oliva - voce, tastiere
- Chris Caffery - chitarra, voce addizionale
- Johnny Lee Middleton - basso, voce addizionale
- Jeff Plate - batteria

### Altri musicisti
- Bob Kinkel - tastiere addizionali, voce addizionale
- Al Pitrelli - chitarra solista (Stay With Me A While, Commissar, Morphine Child, The Rumor)
- John West - voce addizionale

## Classifiche
| Classifica (2001)         | Posizione massima |
| ------------------------- | ----------------- |
| Austria                   | 70                |
| Germania                  | 7                 |
| Paesi Bassi               | 95                |
| Stati Uniti (independent) | 49                |
| Svizzera                  | 97                |